# Фитоценон
Фитоценон — обобщенный безранговый фитоценоз, который выделяется на первом этапе классификации растительности (при использовании эколого-флористического подхода). Затем, путём дальнейших этапов фитоценону присваивается соответствующий ранг.
Термин в фитоценологии, предложен в 1965 году Э. вад дер Маарелем. Фитоценон выделяется путём составления свободной таблицы видового состава описаний, расчёта постоянства всех отмеченных видов, а затем, поочередно сопоставляя строки видов со средней встречаемостью (являющихся, как правило, дифференцирующими), выделения в активную таблицу группы видов со сходным распределением. Сгруппированные по сходству флористического состава столбцы (то есть описания) и будут являться фитоценонами.